# Chiesa di Santa Caterina in Colle
La chiesa di Santa Caterina in Colle è una chiesa sussidiaria di Vermiglio, in Trentino, che risale al XVI secolo.

## Storia
La sua costruzione è anteriore ad una visita pastorale del cardinale Bernardo Clesio, avvenuta nel 1537.  
A metà del XVI secolo Simone Baschenis ne decorò l'abside e, nel secolo successivo, la facciata della chiesa si arricchì di un portico a protezione del suo ingresso a nord.
Durante il XIX secolo tale portico e lo stesso accesso vennero demoliti, e al loro posto rimase solo una finestra.
Nel 1859 la chiesa venne profanata e nel 1877 fu danneggiata da un incendio, quindi si resero necessari lavori di ripristino. Ultimati tali interventi, nel 1879, l'edificio sacro venne benedetto e ripresero le celebrazioni liturgiche. 
Durante il primo conflitto mondiale subì diversi danni, quindi molte parti della costruzione vennero restaurate nel dopoguerra, ed un recente restauro, alla fine del XX secolo, ha interessato sia l'interno sia l'esterno.